# David McGoldrick
David James McGoldrick, född 29 november 1987 i Nottingham, England, är en irländsk fotbollsspelare som spelar för  Notts County som anfallare. Hans moderklubb är Notts County.

## Karriär
Den 6 juli 2022 värvades McGoldrick av League One-klubben Derby County, där han skrev på ett ettårskontrakt. Den 29 oktober 2022 gjorde McGoldrick ett hattrick i en 4–2-vinst över Bristol Rovers.
Den 10 juni 2023 blev McGoldrick klar för en återkomst i Notts County, där han skrev på ett tvåårskontrakt.